# Francesco Marchisano
Francesco Marchisano (Racconigi, 25 de junio de 1929 - Roma, 27 de julio de 2014) fue un cardenal y arzobispo católico italiano.

## Biografía
Recibió el orden sacerdotal el 29 de junio de 1952. Al finalizar los estudios en Roma, fue nombrado ayudante de estudio para la sección de los seminarios y el 3 de junio de 1969 a 6 de octubre de 1988 fue subsecretario de la Congregación para la Educación Católica. El 6 de octubre de 1988 fue nombrado obispo titular de Populonia y secretario de la Pontificia comisión para la conservación del patrimonio y la historia de la Iglesia, de la que fue presidente el 8 de marzo de 2003.
Recibió su consagración episcopal por el Papa Juan Pablo II en la Basílica de San Pedro de la Ciudad del Vaticano el 6 de enero de 1989. El 24 de abril de 2002 fue nombrado presidente de la Fábrica de San Pedro, arcipreste de la Basílica de San Pedro y el vicario general de Su Santidad para la Estado de la Ciudad del Vaticano. Creado y proclamado cardenal de la diaconía de Santa Lucia del Gonfalone por Juan Pablo II en el consistorio del 21 de octubre de 2003, desde el 5 de febrero de 2005, fue Presidente de la Oficina de Trabajo de la Sede Apostólica.
Fue un miembro de la Congregación para la Educación Católica, el Consejo Pontificio de la Cultura y de la Pontificia Comisión para los Bienes Culturales de la Iglesia. El 25 de junio de 2009, al cumplir los 80 años de edad, perdió el derecho al voto en un futuro cónclave, convirtiéndose así en un cardenal no elector. De acuerdo con el Código de Derecho Canónico, un cardenal que tiene 80 años, no solo perderá el derecho a participar en el cónclave, sino que expirará también automáticamente cada papel dentro de la Curia Romana.
El Papa Benedicto XVI prorrogó unos días en lugar de su mandato, la aceptación de la renuncia a la presidencia del Trabajo de la Sede Apostólica el 3 de julio de 2009. Le sucedió en el mismo papel monseñor Giorgio Corbellini. El 12 de junio de 2014, optó por el orden de los sacerdotes, manteniendo invariado el diaconado elevado pro illa vice a título presbiteral. Falleció en Roma 27 de julio de 2014 a los 85 años. El funeral tuvo lugar el 30 de julio a las 8 am en el Altar de la Cátedra de la Basílica de San Pedro. La liturgia fúnebre estuvo presidida por el cardenal Angelo Sodano, decano del Colegio cardenalicio . Al final de la celebración, el Papa Francisco presidió el rito de la última commendatio y de la valedictio. El cuerpo fue enterrado en la tumba del clero del cementerio de Racconigi.